# Synagoga w Międzychodzie
Synagoga w Międzychodzie – gmina żydowska posiadała własną świątynię w Międzychodzie już w XVIII w. Obecny budynek synagogi zbudowano w 1850 roku. Po I wojnie światowej większość międzychodzkich Żydów opuściła Międzychód, pozostały tylko 2 rodziny. Wobec tego, po likwidacji gminy żydowskiej, dawną synagogę w 1924 r. odkupił lekarz powiatowy Andrzej Chramiec. Przekazał  ją następnie Polskiemu Czerwonemu Krzyżowi, który otworzył tam Stację Opieki nad Matką i Dzieckiem. W czasie II wojny światowej zdewastowana przez hitlerowców, po wojnie w budynku miała siedzibę Powszechna Spółdzielnia Spożywców „Społem”. Później budynek wynajmowano również na biura i gabinety lekarskie; spełnia on nadal takie funkcje. Od 2003 roku budynek stanowi mienie komunalne. W 2003 roku Związek Gmin Wyznaniowych Żydowskich wystąpił o zwrot m.in. sprzedanego kilkadziesiąt lat wcześniej budynku synagogi.

Murowany i orientowany budynek synagogi wzniesiono na planie prostokąta. Z dawnego wystroju zachowały się szerokie lizeny między oknami.